# Marshall Bennettöarna

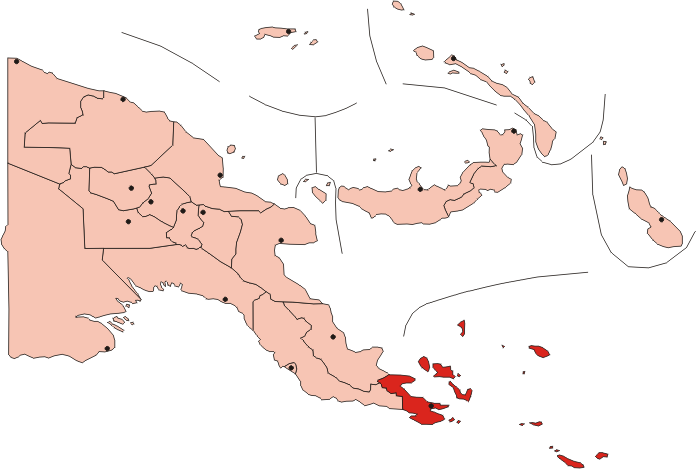
Milne Bay översikskarta

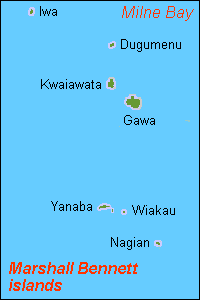
Marshall Bennettöarna

Marshall Bennettöarna (engelska Marshall Bennett Islands) är en liten ögrupp i Salomonsjön i västra Stilla havet och tillhör Papua Nya Guinea.

## Geografi
Marshall Bennettöarna utgör en del av Milne Bay-provinsen och ligger cirka 210 kilometer sydöst om Papua Nya Guineas östra kust. Ögruppen ligger cirka 83 km väster om Trobriandöarna och ca 41 km öster om Woodlarköarna till vilka de i regel räknas. Geografiskt ligger öarna i Melanesien.
Ögruppen är korallöar och består av de större öarna :
- Gawaön, huvudön, cirka 12 km² med en längd på cirka 5 km och cirka 3 km bred
- Iwaön, cirka 25 km nordväst om huvudön
- Dugumenuön, cirka 15 km nordväst om huvudön
- Kwaiawataön, cirka 5 km nordväst om huvudön
- Yanabaön, cirka 20 km sydväst om huvudön
- Wiakauön, cirka 25 km söder om huvudön
- Nagianön, cirka 30 km sydöst om huvudön
- samt ytterligare småöar och revområden däribland atollen Egumatollen cirka 31 km sydväst om Gawa [1].

Öarna är bebodda förutom Dugumenuön och kan endast nås med fartyg då de saknar flygplats.

## Historia
Marshall Bennettöarna har troligen länge bebotts av melanesier och upptäcktes av européer kring år 1840 av brittiske valfångaren Marshall Bennett med kapten Robert L Hunter .
Under andra världskriget fick öarna kodnamnet "Cocktail" av USA:s militär .